# Anafiótika
Anafiótika (en grec moderne : Αναφιώτικα) est un petit quartier pittoresque d'Athènes, en Grèce, sur le flanc nord-est du plateau rocheux de l'Acropole à proximité de Pláka. Il est créé au milieu du XIXe siècle, lorsque des travailleurs de l'île d'Anafi viennent à Athènes pour travailler en tant que bâtisseurs, pour reconstruire la ville mais aussi le palais d'Othon Ier.
Le quartier est bâti dans le style architectural des Cyclades. À partir de 1922, des réfugiés d'Asie Mineure s'y installent. En 1950, une partie du quartier est démolie, à l'occasion de fouilles. Durant les années suivantes, de nombreuses expropriations sont ordonnées par le ministère de la Culture : de nos jours, subsistent uniquement 45 maisons. La population d'Anafiótika, en 2014, est de 65 personnes.

## Source
- (el) Cet article est partiellement ou en totalité issu de l’article de Wikipédia en grec moderne intitulé « Αναφιώτικα » (voir la liste des auteurs).